# Sukayk
Sukayk (tiếng Ả Rập: سكيك) là một ngôi làng Syria nằm trong Tiểu khu Al-Tamanaah ở huyện Maarrat al-Nu'man. nằm gần Atshan. Theo Cục Thống kê Trung ương Syria (CBS), Sukayk có dân số 848 người trong cuộc điều tra dân số năm 2004.